# Wolnoamerykanka
Wolnoamerykanka (ang. catch-as-catch-can - dosł. „chwytaj, jak możesz chwycić” lub catch wrestling) − popularne określenie walk zapaśniczych, w których wszystkie chwyty są dozwolone (z wyjątkiem uderzeń i chwytów zagrażających życiu). Zmagania tego typu wywodzą się z Anglii, na przełomie XIX i XX wieku zdobyły znaczną popularność na terenie Stanów Zjednoczonych. Wywarły wpływ na powstanie wrestlingu oraz pośrednio na ukształtowanie się japońskiego nurtu mieszanych sztuk walki.

## Znani zawodnicy wolnoamerykanki
- Dan Kolov
- Frank Gotch
- Karl Gotch
- Gene LeBell
- Georg Hackenschmidt